# Valea Țesna
Valea Țesna este o arie protejată de interes național ce corespunde categoriei a IV-a IUCN (rezervație naturală de tip geologic, floristic, faunistic și peisagistic) situată în județul Mehedinți, pe teritoriul administrativ al comunei Balta.

## Localizare
Aria naturală  se află în extremitatea central-nordică a județului Mehedinți (în Munții Mehedinți, pe limita teritorială de graniță cu județul Caraș-Severin), în partea vestică a satului Costești și este străbătută apele pârâului Tăsna, un afluent de stânga al Cernei.

## Descriere
Rezervația naturală , a fost declarată arie protejată prin Legea Nr.5 din 6 martie 2000, publicată în Monitorul Oficial al României, Nr. 152 din 12 aprilie 2000 (privind aprobarea Planului de amenajare a teritoriului național - Secțiunea a III-a - zone protejate) și se întinde pe o suprafață de 160 hectare.

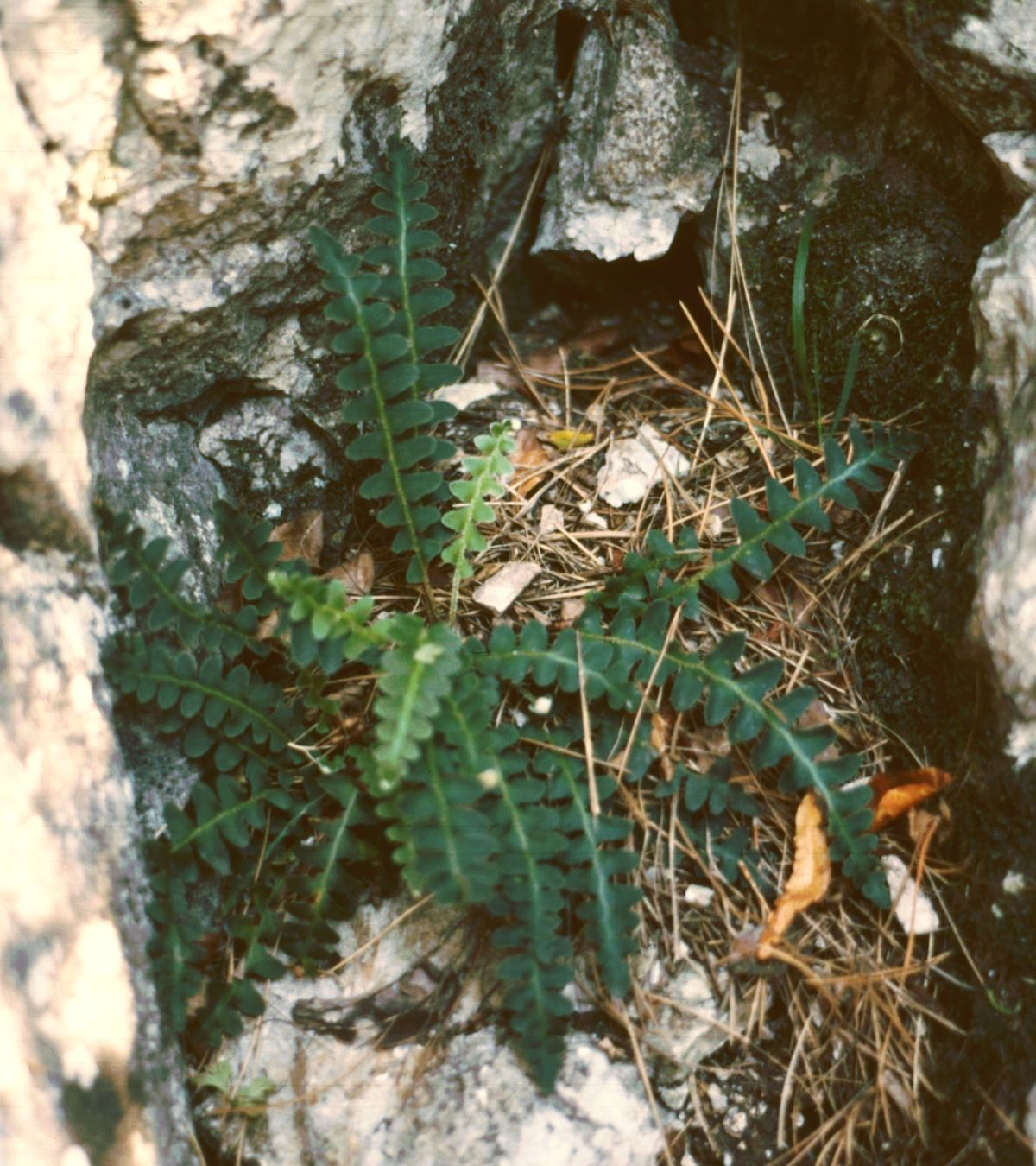
Unghia ciutei (Asplenium ceterach) - specie floristică protejată semnalată în arealul rezervaţiei naturale Valea Ţesnei

Aria protejată reprezintă o zonă de chei săpate în calcare jurasice de apele râului Țesna, abrupturi stâncoase, grohotișuri, peșteri, doline, lapiezuri și văi; cu floră și faună specifice Munților Mehedinți.
Aria protejată inclusă în Parcul Național Domogled - Valea Cernei, se învecinează la est cu rezervația naturală Pereții calcaroși de la Izvoarele Coșuștei și se suprapune sitului Natura 2000 - Domogled - Valea Cernei.